# Sunderland (pièce de théâtre)
Pour les articles homonymes, voir Sunderland (homonymie).
 (octobre 2015).
Si vous disposez d'ouvrages ou d'articles de référence ou si vous connaissez des sites web de qualité traitant du thème abordé ici, merci de compléter l'article en donnant les références utiles à sa vérifiabilité et en les liant à la section « Notes et références ».
Sunderland est une pièce de théâtre française de Clément Koch, créée à Paris au Petit Théâtre de Paris en septembre 2011.

## Synopsis
À Sunderland, dans le nord de l'Angleterre, il pleut toujours et les abattoirs de volaille ne survivent pas à la crise de la grippe aviaire. Le football est le seul moyen de rêver à quelque chose. Sally se bat pour conserver la garde de sa jeune sœur, perturbée par le suicide de leur mère quand elle avait deux ans. Mais, au chômage, elle doit convaincre l'assistante sociale et surtout trouver un emploi ou des revenus. Avec sa colocataire Ruby, elle pense à racheter la librairie locale qui va fermer. Mais une petite annonce lui ouvre d'autres perspectives : devenir mère porteuse pour un couple de Londres.

## Théâtre de Paris,2011
- Mise en scène : Stéphane Hillel, assisté de Chloé Simoneau
- Décors : Jacques Voizot
- Costumes : Cécile Magnan
- Lumières: Laurent Béal
- Musique : François Peyrony

### Distribution
- Sally : Elodie Navarre
- Ruby : Constance Dollé[1]
- Jill : Léopoldine Serre/ Géraldine Martineau  (à partir du 21 février 2012) Maryne Bertieaux
- Gaven : Vincent Deniard
- Paul : Vincent Nemeth
- Gordon : Thierry Desroses
- L'assistante sociale : Pascale Mariani

et la participation de Bénédicte Dessombz (la mère)

### Réception critique
La pièce reçoit une critique unanimement louangeuse, étonnée qu'un auteur français puisse décrire la société populaire anglaise contemporaine avec la facilité d'un Ken Loach ou Mike Leigh, dans la veine de Billy Elliot ou The Full Monty, en en conservant l'humanisme et l'humour. La performance des acteurs, et notamment les deux actrices principales, est également pointée.
- Philippe Tesson, dans Le Figaro Magazine du 14 octobre 2011 : « La pièce est très habile, jusque dans la vulgarité, pleine de tendresse, tordue et tordante, extrêmement bien jouée par Elodie Navarre, Constance Dollé et la jeune Léopoldine Serre, dans une mise en scène impeccable de Stéphane Hillel. »[2]
- Jean-Luc Jeener, dans Le Figaro du 8 octobre 2011 : « Dans "Sunderland" que met en scène Stéphane Hillel on croit être dans l'Angleterre de la crise, il y a quelques années, au temps de la grippe aviaire. Mais la pièce est "made in France" et défendue par des comédiens très en forme (...) On plonge immédiatement dans un monde que l'on reconnaît. On a vu ça dans des films. Ceux de Ken Loach, par exemple. »
- Rappels, revue des théâtres privés : « Le mérite en revient sans doute essentiellement à Clément Koch, auteur français qui signe ici une comédie sociale digne d'un film de Ken Loach. Mais il faut dire qu'il est bien aidé car pour une fois à Sunderland, le collectif fonctionne. »
- Elle du 11 novembre 2011 : « Entre Ken Loach et « Billy Elliot », « Sunderland » ferait un bon film anglais. Mais c’est une pièce française. Trois raisons d’y courir : Un texte lumineux (...) Les révélations Constance Dollé et Léopoldine Serre (...) La confirmation Elodie Navarre. »
- Fabienne Pascaud, dans Télérama du 5 octobre 2011 : « Du Ken Loach au théâtre,du réalisme social en gros plans bourré d'émotion et de fantaisie tout ensemble! (...) L'histoire ne sombre ni dans le pathos ni dans la caricature. On rit même beaucoup de cette chronique de mœurs cinglante, joliment mise en scène et admirablement interprétée, Constance Dollé en tête, à la fois drôle et fragile, vraie jusqu'au bout et d'une sensibilité écorchée, magnifique. »
- Le Parisien du 24 octobre 2011 : « Le jeune auteur français Clément Koch signe une comédie sociale à l’anglaise très bien ficelée, drôle et touchante. »

## Adaptation
La pièce a été adaptée au cinéma sous le titre Qui c'est les plus forts ? ; Clément Koch a lui-même coécrit l'adaptation avec la réalisatrice du film, Charlotte de Turckheim. L'histoire y est transposée en France, dans la région stéphanoise.